# Mirinda
Mirinda é uma linha de refrigerantes produzida pela PepsiCo. O nome significa  "maravilhoso/a" em Esperanto, língua que era falada pelo criador da marca. Mirinda possui muitos sabores, sendo laranja o mais vendido, e é popular em vários países do Oriente Médio e da América espanhola, sendo vendida também na Europa.

## História
Mirinda surgiu em 1959, na Espanha. A marca foi comprada pela PepsiCo em 1970. Começou a ser vendida nos países árabes ao final da década de 1970.
No Brasil, o Mirinda sabor laranja foi comercializado entre 1996 e 1998, sendo gradativamente retirado do mercado e substituído pela Sukita (que já existia), que também é produzida e engarrafada pela Ambev, e pela Fanta Laranja.
Mirinda foi introduzida nos Estados Unidos no final de 2003 com embalagens bilíngues e preço reduzido.